# تمپل سیتی (کالیفرنیا)
تمپل سیتی (به انگلیسی: Temple City) شهری در شهرستان لس‌آنجلس، کالیفرنیا ایالت کالیفرنیا است که در سرشماری سال ۲۰۱۰ میلادی، ۳۵۵۵۸ نفر جمعیت داشته‌است.